# Équipe cycliste Minsk CC
L'équipe cycliste Minsk CC (Minsk Cycling Club dans sa forme longue) est une équipe cycliste biélorusse créée en 2014 comme équipe de club et ayant le statut d'équipe continentale de 2015 à mars 2022.

## Histoire de l'équipe
L'équipe est créée au début de la saison 2014, en tant qu'équipe de club.
La saison 2015 est la première de Minsk CC en tant qu'équipe continentale. Elle se fait rapidement une place parmi les meilleures équipes européennes, atteignant le 16e rang de l'UCI Europe Tour en 2019 et 2020. Ces deux années-là, elle figure également dans le top 40 de l'UCI World Tour. Elle compte alors pour principaux coureurs Siarhei Papok, Stanislau Bazhkou, Eduard Vorganov, Yauheni Karaliok et Branislau Samoilau.
L'équipe Minsk Cycling Club perd sa licence UCI le 1er mars 2022 en raison de l'implication de la Biélorussie dans le conflit entre la Russie et l'Ukraine. Yauheni Karaliok remporte la dernière course disputée par la formation biélorusse lors du Grand Prix Justiniano Race en Turquie. Les anciens Papok et Samoilau en profitent pour mettre un terme à leur carrière. Aucun coureur ne retrouve une équipe UCI pour la saison 2023.

## Principales victoires

### Courses UCI
- Grand Prix de Moscou : Siarhei Papok (2015)
- Grand Prix de Minsk : Siarhei Papok (2015 et 2016), Yauheni Karaliok (2017)
- Grand Prix de Vinnytsia : Siarhei Papok (2016)
- Course de Solidarność et des champions olympiques : Yauhen Sobal (2016)
- UAE Cup : Siarhei Papok (2016)
- Tour de Mersin : Stanislau Bazhkou (2017), Eduard Vorganov (2018)
- Horizon Park Race Maidan : Branislau Samoilau (2018)
- Horizon Park Race Classic : Branislau Samoilau (2018)
- Grand Prix Gazipaşa : Branislau Samoilau (2019)
- Grand Prix Velo Alanya : Nikolai Shumov (2019)
- Cinq anneaux de Moscou : Yauhen Sobal (2019)
- Tour de Mésopotamie : Branislau Samoilau (2019)
- Race Horizon Park : Yauhen Sobal (2019)
- Grand Prix Erciyes : Nikolai Shumov (2019)
- Grand Prix Manavgat : Branislau Samoilau (2020)
- Grand Prix Justiniano Race : Yauheni Karaliok (2022)

### Championnats nationaux
- Championnats de Biélorussie sur route : 11
  - Course en ligne : 2015 (Andrei Krasilnikau), 2018 (Stanislau Bazhkou), 2019, 2020 (Yauhen Sobal) et 2021 (Stanislau Bazhkou)
  - Contre-la-montre : 2017 (Stanislau Bazhkou), 2018 (Branislau Samoilau), 2019 (Yauhen Sobal), 2020 et 2021 (Yauheni Karaliok)
  - Contre-la-montre espoirs : 2017 (Yauheni Karaliok)

## Classements UCI
L'équipe participe aux épreuves des circuits continentaux et en particulier de l'UCI Europe Tour. Les tableaux ci-dessous présentent les classements de l'équipe sur les différents circuits, ainsi que son meilleur coureur au classement individuel.
UCI Africa Tour
| UCI Africa Tour | UCI Africa Tour        | UCI Africa Tour                           | UCI Africa Tour |
| Année           | Classement par équipes | Meilleur coureur au classement individuel |                 |
| --------------- | ---------------------- | ----------------------------------------- | --------------- |
| 2017            | 15e                    | Stanislau Bazhkou (72e)                   |                 |
|                 |                        |                                           |                 |
| Source : UCI    |                        |                                           |                 |

UCI Asia Tour
| UCI Asia Tour | UCI Asia Tour          | UCI Asia Tour                             | UCI Asia Tour |
| Année         | Classement par équipes | Meilleur coureur au classement individuel |               |
| ------------- | ---------------------- | ----------------------------------------- | ------------- |
| 2015          | -                      | Siarhei Papok (46e)                       |               |
| 2016          | -                      | Stanislau Bazhkou (149e)                  |               |
| 2017          | 10e                    | Siarhei Papok (14e)                       |               |
| 2018          | 27e                    | Stanislau Bazhkou (95e)                   |               |
|               |                        |                                           |               |
| Source : UCI  |                        |                                           |               |

UCI Europe Tour
| UCI Europe Tour | UCI Europe Tour        | UCI Europe Tour                           | UCI Europe Tour |
| Année           | Classement par équipes | Meilleur coureur au classement individuel |                 |
| --------------- | ---------------------- | ----------------------------------------- | --------------- |
| 2015            | -                      | Siarhei Papok (81e)                       |                 |
| 2016            | -                      | Siarhei Papok (205e)                      |                 |
| 2017            | 38e                    | Stanislau Bazhkou (209e)                  |                 |
| 2018            | 28e                    | Branislau Samoilau (148e)                 |                 |
| 2019            | 16e                    | Yauhen Sobal (174e)                       |                 |
| 2020            | 16e                    | Yauheni Karaliok (221e)                   |                 |
| 2021            | 25e                    | Yauhen Sobal (269e)                       |                 |
| 2022            | 107e                   | Vasili Strokau (1535e)                    |                 |
|                 |                        |                                           |                 |
| Source : UCI    |                        |                                           |                 |

L'équipe est également classée au Classement mondial UCI qui prend en compte toutes les épreuves UCI et concerne toutes les équipes UCI.
| Classement mondial | Classement mondial     | Classement mondial                        | Classement mondial |
| Année              | Classement par équipes | Meilleur coureur au classement individuel |                    |
| ------------------ | ---------------------- | ----------------------------------------- | ------------------ |
| 2016               | -                      | Siarhei Papok (394e)                      |                    |
| 2017               | -                      | Stanislau Bazhkou (192e)                  |                    |
| 2018               | -                      | Branislau Samoilau (264e)                 |                    |
| 2019               | 36e                    | Yauhen Sobal (208e)                       |                    |
| 2020               | 37e                    | Yauheni Karaliok (270e)                   |                    |
| 2021               | 46e                    | Yauhen Sobal (320e)                       |                    |
| 2022               | 204e                   | Vasili Strokau (2511e)                    |                    |
|                    |                        |                                           |                    |
| Source : UCI       |                        |                                           |                    |

## Minsk Cycling Club en 2022
Équipe suspendue par l'UCI le 1er mars 2022.
| Cycliste           | Date de naissance | Nationalité | Équipe 2021               |  |
| ------------------ | ----------------- | ----------- | ------------------------- |  |
| Stanislau Bazhkou  | 4 novembre 1991   | Biélorussie | Minsk Cycling Club        |  |
| Vasili Bialiauski  | 21 décembre 1995  | Biélorussie | Minsk Cycling Club        |  |
| Ivan Charniauski   | 15 octobre 1999   | Biélorussie | Minsk Cycling Club        |  |
| Mark Grinkevich    | 31 janvier 2001   | Biélorussie | Minsk Cycling Club        |  |
| Yauheni Karaliok   | 9 juin 1996       | Biélorussie | Minsk Cycling Club        |  |
| Artur Kiryevich    | 20 novembre 2000  | Biélorussie | Minsk Cycling Club        |  |
| Dzianis Marchuk    | 19 mai 2000       | Biélorussie | Minsk Cycling Club        |  |
| Dzianis Mazur      | 19 avril 2000     | Biélorussie | BelAZ                     |  |
| Siarhei Papok      | 6 janvier 1988    | Biélorussie | Minsk Cycling Club        |  |
| Branislau Samoilau | 25 mai 1985       | Biélorussie | Minsk Cycling Club        |  |
| Mikita Semashko    | 4 avril 2003      | Biélorussie |                           |  |
| Siarhei Shauchenka | 1er avril 1998    | Biélorussie | Minsk Cycling Club        |  |
| Mikhail Shemetau   | 21 juillet 1994   | Biélorussie | Minsk Cycling Club (2017) |  |
| Aliaksei Shmantsar | 12 mai 2000       | Biélorussie | BelAZ                     |  |
| Yauhen Sobal       | 7 avril 1981      | Biélorussie | Minsk Cycling Club        |  |
| Vasili Strokau     | 9 octobre 1995    | Biélorussie | Minsk Cycling Club        |  |